# Résolution 929 du Conseil de sécurité des Nations unies
Membres permanents
- Chine
- États-Unis
- France
- Royaume-Uni
- Russie

Membres non permanents
- Argentine
- Brésil
- Djibouti
- Espagne
- Nigéria
- Nouvelle-Zélande
- Oman
- Pakistan
- République tchèque
- Rwanda

Résolution no 928 Résolution no 930
La résolution 929 du Conseil de sécurité des Nations Unies, adoptée le 22 juin 1994, après avoir rappelé toutes les résolutions sur le Rwanda, et notamment 912 (1994), 918 (1994) et 925 (1994), a autorisé, en vertu du Chapitre VII de la Charte des Nations unies, le mise en place temporaire d'une opération multinationale dans le pays pour contribuer aux efforts humanitaires et protéger les réfugiés et les personnes déplacées, jusqu'au déploiement complet de la Mission d'assistance des Nations Unies pour le Rwanda (MINUAR) élargie.
Le Conseil de sécurité a appelé à la reprise du processus politique dans le cadre de l'Accord de paix d'Arusha. Il anticipait également l'expansion de la MINUAR et soulignait qu'il s'agissait uniquement d'une force humanitaire de nature impartiale. Des préoccupations ont été exprimées face à la poursuite des massacres systématiques et généralisés de civils au Rwanda, auxquels la communauté internationale doit répondre.
Il a été convenu de mettre en place une opération humanitaire dirigée par la France jusqu'à ce que la MINUAR soit opérationnelle. L'opération visait à assurer la sécurité les personnes déplacées, les réfugiés et les civils. Elle était limitée à une période de deux mois après l'adoption de la résolution et serait financé par les États membres participants eux-mêmes. Parallèlement, les États membres ont été invités à fournir le soutien nécessaire et à contribuer à la MINUAR afin que sa mission puisse s'étendre rapidement.
Les parties rwandaises ont été invitées à mettre immédiatement fin aux massacres. Le secrétaire général Boutros Boutros-Ghali et les pays participant à l'opération ont été priés de faire rapport régulièrement au conseil, le premier rapport étant attendu dans 15 jours. Le secrétaire général lui-même était tenu de rendre compte de l'expansion de la MINUAR et de la reprise du processus de paix.
La résolution 929 a été adoptée par 10 voix contre zéro, avec cinq abstentions du Brésil, de la Chine, de la Nouvelle-Zélande, du Nigeria et du Pakistan.

## Voir également
- Histoire du Rwanda
- Guerre civile rwandaise
- Génocide rwandais
- Mission d'observation des Nations unies en Ouganda et au Rwanda